# Xu mật sứ
Xu mật sứ (tiếng Trung: 樞密使), thường đọc là Khu mật sứ là một danh hiệu chính thức ở đế quốc Trung Hoa quan trọng trong Ngũ đại Thập quốc, nhà Liêu, nhà Tống và nhà Kim. Xu mật sứ quản lý Xu Mật Viện (tiếng Trung: 樞密院).
Ban đầu được tạo ra vào năm 765 trong triều đại nhà Đường để hoạn giả điều phối và giám sát thủ tục giấy tờ của hoàng đế, Bài này đăng trở nên quan trọng kể từ những năm 870 khi hoạn giả thống trị chính quyền triều đình của nhà Đường. Sau khi nhà Đường bị sụp đổ vào đầu thế kỷ 10, Xu mật sứ đã không còn bị giới hạn trong hoạn giả và thực sự là danh hiệu của một số nhân cao nhất trong nhiều nước Ngũ đại Thập quốc (960–1279). Trong triều đại nhà Tống (960–1279), một Xu mật sứ đã từng là một ủy viên quân sự phụ trách toàn bộ quân đội quốc gia.